# Língua lapônica de Inari
O lapônico de Inari (português brasileiro) ou lapónico de Inari (português europeu), lapão de Inari ou lapão inariano é uma das línguas lapônicas, falada no norte da Finlândia.

## Ortografia
O lapônico de Inari usa o alfabeto latino, em uma versão estendida, que foi oficializado em 1996.
| А а | (Â â) | B b | C c | Č č | D d   | Đ đ | E e |
| F f | G g   | H h | I i | J j | K k   | L l | M m |
| N n | O o   | P p | R r | S s | Š š   | T t | U u |
| V v | Y y   | Z z | Ž ž | Ä ä | (Á á) |     |     |

Os valores fonéticos são os mesmos que os do carélio, e o đ representa Fricativa dental sonora. Q/q, W/w, X/x, Å/å, Ö/ö são usados igualmente nas palavras da origem estrangeira. Á era pronunciado tradicional no meio de /a/ e de/ä/, mas no lapônico de Inari moderno a diferença entre o á e o ä é inexistente. No texto, Á e o ä não obstante são considerados como caracteres separados. Ä é usado somente, se:
1. estiver em uma primeira sílaba de uma palavra, e houver um " e" ou " i" em uma segunda sílaba da mesma palavra;
2. estiver em uma palavra, que tenha somente uma sílaba (embora o á seja usado igualmente);
3. fizer parte do do ditongo "iä".

## Gramática

### Casos
Este idioma tem 9 casos gramaticais, embora muitas vezes o genitivo e o acusativo sejam considerados o mesmo.
- Nominativo
- Genitivo
- Acusativo
- Locativo
- Ilativo
- Comitativo
- Abessivo
- Essivo
- Partitivo

### Verbo

#### Pessoa
O lapônico de Inari tem 3 pessoas gramaticais:
- 1ª pessoa
- 2ª pessoa
- 3ª pessoa

#### Modo
O lapônico de Inari tem 5 modos gramaticais:
- Indicativo
- Imperativo
- Condicional
- Potencial
- Optativo

#### Número gramatical
O lapônico de Inari tem 3 números gramaticais:
- Singular
- Dual
- Plural

#### Tempos
O lapônico de Inari tem 2 tempos gramaticais:
- Pretérito
- Não-pretérito

além de 2 tempos compostos:
- Presente perfeito
- Mais-que perfeito

#### Verbo negativo
Tal como no finlandês, nas outras línguas lapônicas e no estoniano, o lapônico de Inari tem verbo negativo. Nesta língua o verbo negativo é conjugado de acordo com modo (indicativo, imperativo e optativo), pessoa (1ª, 2ª e 3ª) e número (singular, dual e plural).

### Pronomes
Os pronomes pessoais têm três números - singular, plural e dual. A seguinte tabela contém os pronomes pessoais nos exemplos do nominativo e do acusativo.
|                      | Português   | nominativo | Português | acusativo |
| -------------------- | ----------- | ---------- | --------- | --------- |
| 1ª pessoa (singular) | Eu          | mun        | Meu       | muu       |
| 2ª pessoa (singular) | Tu          | tun        | Te        | tuu       |
| 3ª pessoa (singular) | Ele(a)      | sun        | Dele (a)  | suu       |
| 1ª pessoa (dual)     | Nós (dois)  | muoi       | Nosso     | munnuu    |
| 2ª pessoa (dual)     | Vós (dois)  | tuoi       | Vosso     | tunnuu    |
| 3ª pessoa (dual)     | Eles (dois) | suoi       | Deles     | sunnuu    |
| 1ª pessoa (plural)   | Nós         | mij        | Nosso     | mii       |
| 2ª pessoa (plural)   | Vós         | tij        | Vosso     | tii       |
| 3ª pessoa (plural)   | Eles        | sij        | Deles     | sii       |

A tabela abaixo mostra o uso da declinação da 1ª pessoa (do dual)/e do nós (do plural) nos vários casos:
|                     | Singular    | Dual              | Plural      |
| ------------------- | ----------- | ----------------- | ----------- |
| Nominativo          | mun         | muoi              | mij         |
| Genitivo-Accusativo | muu         | munnuu            | mii         |
| Locativo            | must, muste | munnust           | mist, miste |
| Ilativo             | munjin      | munnui            | mijjân      |
| Comitativo          | muuin, muin | munnuin, munnuuin | miiguim     |
| Abessivo            | muuttáá     | munnuuttáá        | miitttáá    |
| Essivo              | munen       | munnun            | minen       |
| Partitivo           | muđe        | munnud?           | miđe?       |

## Amostra de Texto
Buot olbmot leat riegádan friddjan ja olmmošárvvu ja olmmošvuoigatvuoðaid dáfus dássásažžab, Sudhuude kea addib huervnu ha ianedivdym ha vyigjat gakget neabbydut gyunnuudeaset gyivdy vuekhakaš vuoiŋŋain.
Português
Todos os seres humanos nascem livres e iguais em dignidade e direitos. São dotados de razão e consciência e devem agir em relação uns aos outros com espírito de fraternidade.  (Artigo 1 – Declaração Universal dos Direitos Humanos)

### Externas
- Museu Sami
- Informações sobre Sami Inari
- Inari Sami em Omniglot.com
- Vocabulário Inari Sami
- Vídeo sobre Inari Sami
- Anarâškielâ seervi (Associação da língua Inari Sami
- Kierâš - Jornal Inari Sámi

1. ↑  Correia, Paulo; Ferreira, José Pedro (Outono de 2021). «Finlândia — ficha de país» (PDF). A Folha - Boletim da língua portuguesa nas instituições europeias. ISSN 1830-7809. Consultado em 11 de janeiro de 2022